# Bežična pristupna točka
Bežična pristupna točka (BPT) engleski wireless access point (WAP)) je uređaj koji omogućava bežičnim uređajima priključivanje na računalnu mrežu koristeći Wi-Fi, Bluetooth ili neki drugi bežični standard. BPT obično se uključuje u usmjerivač ako se želi omogućiti pristup žičanoj mreži, i koristi se kao relej za druge bežične uređaje unutar radijusa dometa BPT-a.

## Vanjske poveznice
- Antun Halonja i Milica Mihaljević: Nazivlje računalnih mreža, 2003.
- Antun Halonja i Milica Mihaljević: Nazivlje računalnih mreža, 2006.[neaktivna poveznica]